# パキート・ガルシア
パキート（Paquito）ことフランシスコ・ガルシア・ゴメス（Francisco García Gómez、1938年2月14日 - 2024年8月21日）は、スペイン・アストゥリアス州オビエド出身の元同国代表サッカー選手、元サッカー指導者。ポジションはMF。

## 選手経歴
アストゥリアス州のオビエドに生まれ、14シーズン続けた選手キャリアでラ・リーガ通算327試合に出場し、31ゴールを挙げた。
スペイン代表には1962年から5年間招集され続け、9試合に出場した。デビュー戦は1962年11月1日の1964 欧州ネイションズカップ予選のルーマニア代表戦である。

## 指導者経歴
指導者業には30年に渡って携わり続け、初めてプロクラブを率いたのは1977-78シーズンのレアル・バリャドリードである。主にセグンダ・ディビシオンのクラブを率いたが、ラシン・サンタンデールとラージョ・バジェカーノ、ビジャレアルCFでラ・リーガ昇格に導いている。
また、キャリア晩年に指導したビジャレアルCFではユースやディレクター職などを歴任した。
2024年8月21日、バレンシアで死去。バレンシアCFは訃報を発表した。86歳没。

## タイトル

### クラブ
バレンシアCF
- ラ・リーガ : 1回 (1970-71)
- コパ・デル・レイ : 1回 (1966-67)
- インターシティーズ・フェアーズカップ : 1回 (1962-63)

### 代表
スペイン代表
- UEFA欧州選手権 : 1回 (1964)